# Jacob van Eyck

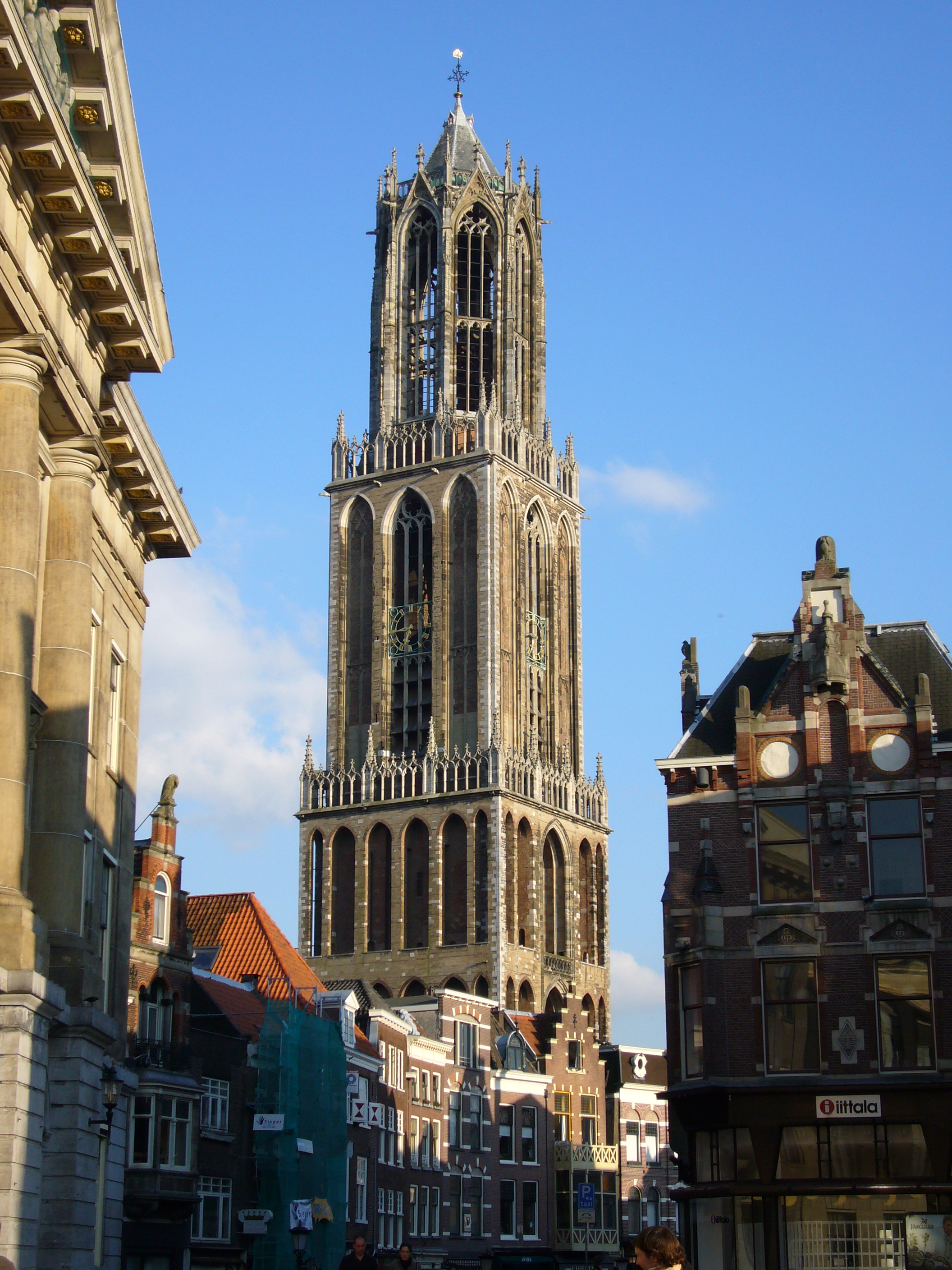
La torre de la Catedral de Utrecht.

Jacob van Eyck (Heusden (?), Países Bajos,1589 o 1590-Utrecht, 1657) fue un músico neerlandés, carillonero de la Catedral de Utrecht, autor del Fluyten Lust-Hof, Patio del Deleite de la Flauta, una célebre colección de temas populares con variaciones para flauta dulce.

## Biografía
Ciego de nacimiento, Van Eyck ostentaba título de Jonkheer, literalmente "joven Señor", un honorífico de nobleza sin título equivalente al de hidalgo. Fue uno de los cinco hijos de Goyart van Eyck y Heilwich Bax. En 1604 le fue otorgada una vicaría o pensión, posiblemente por la muerte de su padre.
En 1625 obtuvo el puesto de Carrillonero en Utrecht, con un sueldo de 300 florines por año. A partir de 1628 se hizo cargo de la supervisión de los carillones de la ciudad y su sueldo fue aumentado a 500 florines.
En 1644 se publicó en Ámsterdam Euterpe oft Speel-Goddine, posteriormente conocida como el primer volumen del Lust-Hof. El editor fue Paulus Matthysz. El segundo volumen, con el título definitivo, apareció en 1646.
En 1649 obtuvo un aumento de sueldo para tocar la flauta dulce de cuando en cuando por las tardes en la plaza de la Catedral, para entretenimiento de los paseantes.